# Agrias
Agrias (лат.) — род крупных дневных бабочек из семейства Нимфалиды, представители которого распространены в тропических лесах Центральной и Южной Америки.

## Описание
Бабочки средних и крупных размеров с яркой окраской. Размах крыльев 70—120 мм. Сами крылья широкие, с заострённой несколько вытянутой вершиной. Голова с голыми глазами (без волосков), губные щупики покрыты чешуйками. Усики с постепенно утолщающейся булавой. Центральные ячейки на передних и задних крыльев являются не замкнутыми. Щупики большие, косо торчат вперёд. Передние ноги редуцированы, поэтом не используются при хождении, лишены коготков и покрыты густыми волосками. Задние голени с одной парой шпор.
Бабочки летают на лесных просеках и полянах. В отличие от большинства других видов дневных бабочек, взрослые особи ведут довольно скрытный образ жизни, проводя бо́льшую часть времени в верхнем ярусе леса — летая в кронах деревьев, и лишь изредка спускаясь к земле. Последнее бабочки совершают в поисках воды и различных разлагающихся органических останков — гнилых плодов и фруктов, падали, экскрементов крупных животных. Самцы спускаются к земле гораздо чаще, чем самки. Для самцов характерно территориальное поведение, проявляющееся в том, что они в ожидании самок могут занимать наивысшую точку ландшафта, либо же облетать свой индивидуальный участок обитания, с которого они прогоняют не только самцов своего вида, но и представителей других видов бабочек со схожей окраской и размерами.
Гусеницы развиваются на растениях рода Erythroxylum.

## Виды
В состав рода входят следующие виды, каждый из которых образует многочисленные подвиды
- Agrias aedon
- Agrias amydon
- Agrias claudina
- Agrias hewitsonius
- Agrias narcissus

- Agrias claudina
- Agrias hewitsonius
- Agrias amydon phalcidon
- Agrias narcissus narcissus
- Agrias claudina claudina
- Agrias claudina wachenheimi
- Agrias claudina satanas
- Agrias amydon amydonius
- Agrias amydon phalcidon
- Agrias phalcidon phalcidon f. subpaulus